# Chimarra bettinae
Chimarra bettinae är en nattsländeart som beskrevs av G. Marlier 1982. Chimarra bettinae ingår i släktet Chimarra och familjen stengömmenattsländor. Inga underarter finns listade i Catalogue of Life.